# Sønderog
Sønderog (tysk: Süderoog, nordfrisisk: Saruug) er en ca. 62 ha stor nordfrisisk hallig sydvest for naboøen Pelvorm i Sydslesvig. Sønderog er en del af Pelvorm kommune. Halligen er et fuglebeskyttelsesområde og samtidig del af Nationalpark Slesvig-Holstensk Vadehav. På øen holdes både køer, får og gæs. Den eneste fastboende familie på øens eneste værft driver økologisk landbrug. Vest for halligen ligger sandbanken Sønderogsand.
Før stormfloden den 2. store manddrukning i 1634 var der tre huse på Sønderog, hvoraf et var beboet af strandfogeden, som også havde tilsynet med et et vippefyr, men som blev ødelagt under stormfloden i 1634. Denne stormflod ødelagde to huse og ti mennesker druknede. Under stormfloden i den 3. februar 1825 blev det sidste tilbageværende hus ødelagt. Det blev genopbygget og igen benyttet som strandfogdens bolig.
På halligen fødtes i 1898 Hermann Newton Paulsen ( d. 1951), som efter at have deltaget i 1. verdenskrig, blev overbevist pacifist. Fra 1927 til 1966 er der gennemført mange ungdomslejre for op til 300 unge på Sønderog, som Hermann Paulsen og hans svenskfødte hustru Gunvor kaldte Fredens ø. Familien Paulsen solgte 1971 halligen til Slesvig-Holsten og 1974 blev ungdomslejren nedlagt.
Siden 1992 har halligen været beboet af ægteparret Gudrun og Hermann Matthiesen, som forpagtede halligen af landet Slesvig-Holsten. De driver et økologisk landbrug og er begge beskæftiget med kystsikring og vedligeholdelsen af Sønderog.
Hermann Matthiesens båd sørger for den nødvendige forbindelse til fastlandet og to gange om ugen går vadehavspostbudet Knud Knudsen ved ebbe den 90 minutter lange vandretur fra Pelvorm til Sønderog. Om sommeren guider erfarne vadehavsførere gæster til hallligen.
Sønderogs saltenge er et vigtigt område for havfugle som almindelig ryle og islandsk ryle. Om foråret ankommer et stort antal af knortegæs.
Adgang til hallig Sønderog er kun mulig med guide fra Pelvorm.

## Billeder
- Satellitfoto af Sønderogsand og Sønderog
- Sønderogsand, Sønderog (i midten) og Pelvorm